# Langfortsbach
Der Langfortsbach  ist ein knapp sieben Kilometer langer Zufluss des Breddewiesenbach.

## Geographie
Der Langfortsbach entspringt in der Bauerschaft Loburg, in der Nähe des Hofes Hugenroth. Er läuft durch die „Basswöste“ am Hof Benter-Bäumer vorbei. Der Bach umrundet das Dorf. Er umrundet den Ort Ostbevern in einen peripheren Bogen von Nord-Ost nach West. Hinter dem Hof Eggenhaus fließt vom Westen die Fleiergosse zu. Nun wendet sich der Bach ebenfalls nach Osten und fließt beim neu angesiedelten Hof Frönd in den Breddewiesenbach.